# Dianetik

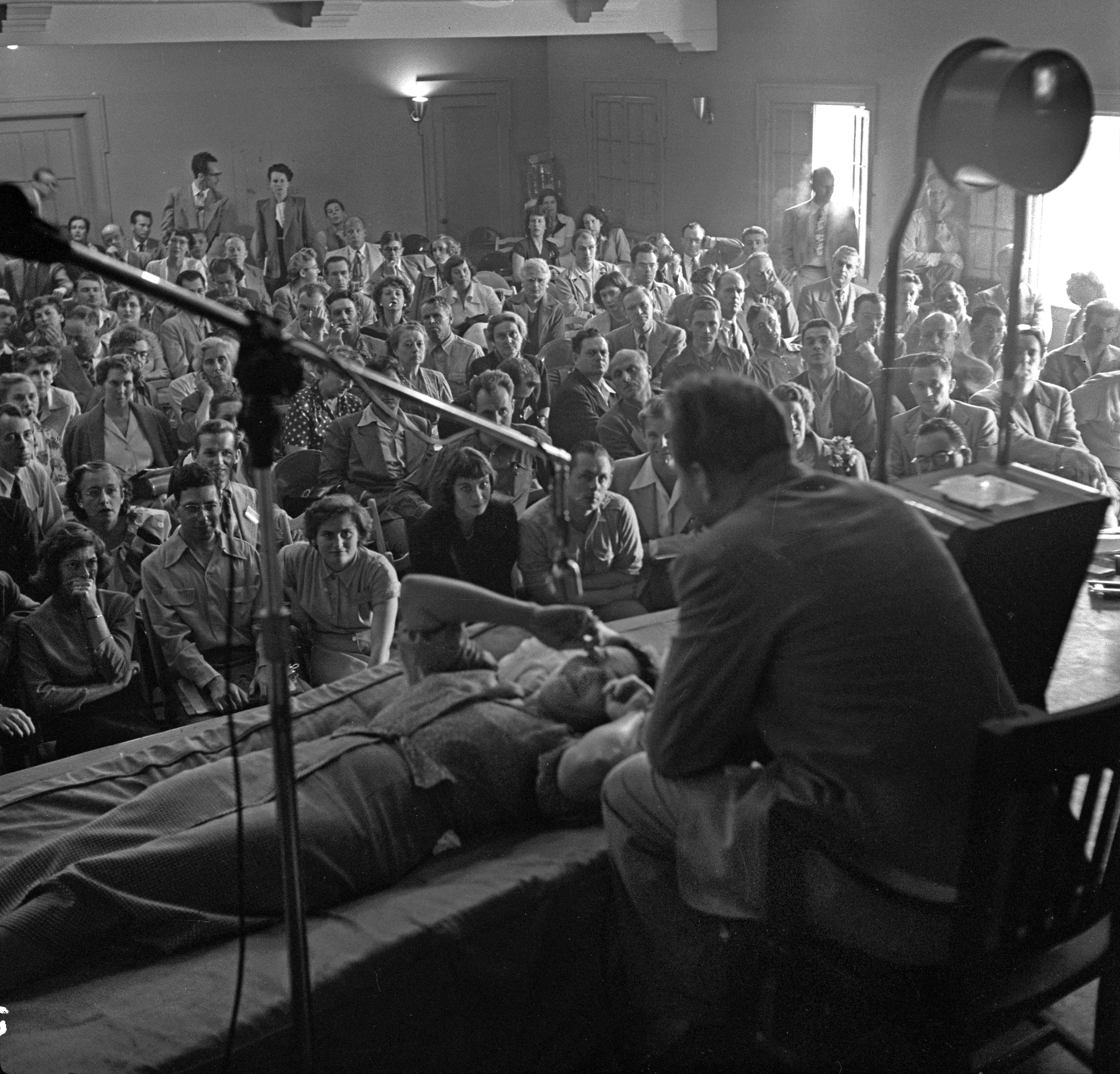
L Ron Hubbard leder ett seminarium i Los Angeles 1950.

Dianetik (engelska: Dianetics) är en alternativmedicinsk behandlingsform inom den religiösa sektrörelsen scientologi grundad på L. Ron Hubbards idéer om konstitutionen av det mänskliga psyket. Behandlingsformen har blivit mycket kritiserad till följd av att dianetik är en form av pseudovetenskap. Ordet dianetik är bildat av de grekiska orden dia som betyder "genom" och nous som betyder "tanke", "sinne" eller "förstånd". Hubbard tyder det som "hur själen påverkar kroppen". Dianetiken påstås av förespråkare "omvandla de olika humanistiska ämena till precisa och användbara definitioner". Dianetiken har likheter med en slags formaliserad psykoanalys och har också tagit termer som används i dess texter direkt från psykoanalysen. Förespråkare hävdar att metoden skulle  kunna "snabbt förbättra den behandlades förmåga att tänka intellektuellt", att "prestera bättre i matematik", och att "lösa konflikter" med andra människor.

## Kritik
Behandlingsformen är mycket kritiserad, och inga oberoende tester har kunnat visa att dianetik har någon som helst effekt och behandlingen är en pseudovetenskap.

## Historik
Dianetik publicerades först som en artikel i tidningen Astounding Science Fiction i maj 1950. Efter många läsarbrev expanderades artikeln till boken Dianetics: The Modern Science of Mental Health (på svenska Dianetik: Den moderna vetenskapen om mental hälsa eller Dianetik: Hur tanken påverkar kroppen). Därefter har ytterligare böcker utgivits, såsom Dianetik: Utvecklandet av en vetenskap, Dianetik: Den ursprungliga avhandlingen, Självanalys. Den direkta uppföljaren till Dianetik: Den moderna vetenskapen om mental hälsa var Vetenskapen om överlevnad (Science of Survival).

## Innehåll
Enligt Dianetik är "Överlev!" den grundläggande dynamiken och den minsta gemensamma nämnaren för all energi och liv. Det är det kommando som allt liv, inklusive människan, strävar efter. I Dianetiken liknar Hubbard det mänskliga sinnet vid en perfekt datamaskin. Sinnet har perfekta förmågor att uppfatta syn, hörsel, lukt, smak, känsel, och dessutom möjlighet att perfekt komma ihåg alla dessa intryck. Sinnet är enligt Dianetiken uppdelad i det "analytiska sinnet" och det "reaktiva sinnet". Det analytiska sinnet är en perfekt minnesbank som kommer ihåg allt personen upplevt och analyserar problemlösande för att gynna personens överlevnad. I stunder av fysisk och psykisk smärta eller medvetslöshet kan det analytiska sinnet kopplas bort och minnen från sådana stunder istället lagras som så kallade "engram" i det reaktiva sinnet, som är enfaldigt och arbetar endast på stimulus-respons-basis och kan därför få individen att handla irrationellt. Alla sådana "aberrationer" är orsakade av engram, som kan innehålla kommandon eller suggestioner som får individen att begå dessa irrationella handlingar. Enligt Dianetik: Den moderna vetenskapen om mental hälsa, så orsakar engram alla psykosomatiska åkommor och dessutom flera andra, såsom förkylning.
Med hjälp av så kallad auditering kan dessa "engram" enligt dianetiken elimineras. I enkel dianetik-auditering gås incidenten igenom från början till slut. Sedan börjar man om igen och går igenom incidenten igen med syfte att få fram mer och mer detaljer. Detta upprepas några gånger och till slut har incidenten as-is:ats (förkortning för as-it-is = "som det är") det vill säga den har upplevts precis som den är, varvid engrammet upphör att existera (händelsen kan istället kommas ihåg av det analytiska sinnet) och negativ, laddad energi frigörs.
Det finns teorier om att exempelvis manodepressivitet beror på ett engram som cykliskt restimuleras och som innehåller både någonting maniskt och något depressivt. Allting som finns i ett engram kan restimuleras, exempelvis fysisk smärta, men även ord eller meningar (till exempel: "Jag har ont", "Jag är glad" et cetera) kan restimulera individen på olika sätt. Det reaktiva sinnet ligger på en undermedveten nivå.
Dianetikens mål är att göra personen clear, dvs, "en individ som inte har något eget reaktivt sinne". En individ som är Clear kan alltså inte bli restimulerad av sitt eget reaktiva sinne, då det inte längre finns kvar.

## Mottagande
Enligt marknadsföringsmaterial har Dianetik hyllats som en upptäckt viktigare än elden och hjulet. Oberoende studier har varit minst sagt mindre entustiastiska. En vetenskaplig studie av dianetikens anspråk som genomförts av Harvey Jay Fischer 1953 drog slutsatsen att dianetiken inte förbättrade vare sig den intellektuella, matematiska eller konfliktlösande förmågan. Denna studie använde en testgrupp bestående av 36 personer som delades in i tre grupper som fick olika mängder (eller ingen) dianetisk terapi under 60 dagar. Efteråt testades deras förmågor på de tre områdena och ingen skillnad i testresultat kunde urskiljas. En annan studie utfördes 1959 av Jack Fox och kom också till negativa resultat. I en recension av Hubbards bok Dianetics: The Modern Science of Mental Health skrev Scientific American 1951, "This volume probably contains more promises and less evidence per page than has any publication since the invention of printing", det vill säga "den här boken innehåller antagligen fler löften och mindre bevis per sida än någon annan publikation sen tryckkonsten uppfanns".

## Dianetisk terminologisk ordlista i urval
Engram: Ett ögonblick av större eller mindre "medvetslöshet" hos det analytiska sinnet vilket tillåter det reaktiva sinnet att spela in händelsen; hela innehållet av ögonblicket med alla perceptiker.
Auditör: Den person som ger dianetik "terapi". Att auditera "betyder" "att lyssna" och även "att beräkna."
Clear: "den optimala individen; som inte längre har några engram.
Förnekare: En engrambefallning som får en patient att tro att engrammet inte existerar.
Missvisare: En engrambefallning som får patienten att flytta sig på ett sätt eller i en riktning på spåret som står i strid med auditörens instruktioner eller vad patientens analytiska sinne önskar.
Demon: En tjuvkrets i sinnet som kallas för "demon" eftersom man under lång tid tolkat det som en sådan. Förmodligen en elektronisk mekanism.

## Källhänvisningar
1. ↑  The Guardian
2. 1 2 3  Hubbard, L. Ron, 1911-1986. (©2007 ;). Dianetik: hur tanken påverkar kroppen. New Era Publications International ApS. ISBN 978-87-7687-143-7. OCLC 225813779. https://www.worldcat.org/oclc/225813779. Läst 4 maj 2020
3. ↑  Hubbard, L. Ron, 1911-1986. (©2007 ;). Dianetik : hur tanken påverkar kroppen. New Era Publications International ApS. sid. i. ISBN 978-87-7687-143-7. OCLC 225813779. https://www.worldcat.org/oclc/225813779. Läst 4 maj 2020
4. ↑  ”Historical Encyclopedia of Natural and Mathematical Sciences | SpringerLink”. link.springer.com. doi:10.1007/978-3-540-68832-7. Arkiverad från originalet den 21 augusti 2020. https://web.archive.org/web/20200821212703/https://link.springer.com/referencework/10.1007%2F978-3-540-68832-7. Läst 4 maj 2020.
5. ↑  Gardner, Martin, 1914-2010. (1957). Fads and fallacies in the name of science. Dover Publications. ISBN 0-486-20394-8. OCLC 233892. https://www.worldcat.org/oclc/233892. Läst 4 maj 2020
6. ↑  Hubbard, L. Ron (1950), Dianetics: The Evolution of a Science, Bridge Publications, 2007, ISBN 9788779897403
7. ↑  Dianetics: The Modern Science of Mental Health Paperback, Bridge Publications, läst 2012-05-11
8. ↑  Dianetic Therapy: An Experimental Evaluation. Doktorsavhandling från New York University, skriven 1953 av Harvey Jay Fischer.
9. ↑  An Experimental Investigation of Hubbard's Engram Hypothesis (Dianetics) av Jack Fox et al., Psychological Newsletter 10 (1959) s. 131-134.
10. ↑  Reviews of L Ron Hubbard's DIANETICS, läst 18 februari 2014
11. 1 2 3 4 5 6  Hubbard, L. Ron, 1911-1986. (©2007 ;). Dianetik : hur tanken påverkar kroppen. New Era Publications International ApS. sid. 499-502. ISBN 978-87-7687-143-7. OCLC 225813779. https://www.worldcat.org/oclc/225813779. Läst 4 maj 2020

- Hubbard, L. Ron, Dianetics - The Modern Science of Mental Health, Los Angeles: Bridge Publications, 1986, ISBN 0884042693